# ノースチャイナ・デイリー・ニューズビル
ノースチャイナ・デイリー・ニューズビル（中国語: 字林大樓 英語: North China Daily News Building）は中華人民共和国上海市外灘地区に位置する新古典主義建築のビル。外灘地域の建物は区画番号で呼ばれることもあり、この場合、外灘17号と呼ばれる。また、東中山路の始端にもなっており東中山路1号と呼ばれることもある。現在はAIGの支社であるアメリカ友邦保険(AIA)が入店しており、AIAビルと呼ばれることもある。建築されたのは1924年であり、当時上海で最も高いビルであった。

## 歴史
このビルの建築は上海で英字紙を発行していたノースチャイナ・デイリー・ニューズが1921年に始めた。設計と建設は新聞社のオーナーであったヘンリー・E・モリスの弟であるゴードン・モリスが設立したレスター・ジョンソン＆モリスが執り行った。このビルは1923年の6月に完成し、1924年2月16日に引き渡された。また、このビルには新聞社のほかコーネリアス・バンダー・スターの設立したAIGの前身であるアメリカンアジアティックアンダーライツ(American Asiatic Underwriters  AAU)が入居していた。
第二次世界大戦期の日本の上海占領期には邦字紙である大陸新報社が使用していた。第二次世界大戦で日本が敗退し、国共内戦で中国共産党が勝利を収め、1949年に上海を占領すると、ノースチャイナ・デイリー・ニューズはその2年後の1951年に営業を停止し、ノースチャイナデイリーニュースビルは上海市によって差し押さえられた。
1998年、AAUの後に成立したAIGの支店であるアメリカ国際保険(American International Assurance  AIA)がこのビルを買い戻し、現在も経営を行っている。

## 建築様式

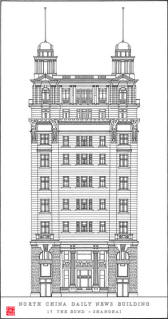
ノースチャイナ・デイリー・ニューズビルの正面図

ノース・チャイナ・デイリーニューズビルは鉄筋コンクリート造であり1階から2階は御影石で外壁を覆っている。また、新古典主義とルネサンス的な要素を持ち合わせている。敷地面積は1043m2。
座標: 北緯31度14分17秒 東経121度29分23秒 / 北緯31.2381度 東経121.4896度